# Bumetopia fornicatoides
Bumetopia fornicatoides là một loài bọ cánh cứng trong họ Cerambycidae.